# William Holland (Asienforscher)
William Lancelot Holland (* 28. Dezember 1907 in South Malvern, Canterbury, Neuseeland; † 8. Mai 2008 in Amherst, Massachusetts)  war ein neuseeländisch-US-amerikanischer Ökonom, der von 1928 bis 1960 für das Institute of Pacific Relations (IPR) geforscht hat. Er war dessen amerikanischer Exekutivsekretär, Herausgeber des Forschungsjournals Far Eastern Survey, später Generalsekretär des IPR und Herausgeber der Zeitschrift Pacific Affairs. Von 1961 bis 1970 lehrte er an der University of British Columbia.

## Leben
Holland war der älteste von vier Söhnen eines Eisenbahnarbeiters und Schaffarmers. Er besuchte die Timaru Boys' High School und erlangte 1928 einen ersten Studienabschluss am Canterbury College in Christchurch. Seine Ausbildung finanzierte er durch seine Arbeit auf Schaffarmen der Umgebung.
Im Alter von 21 Jahren reiste er nach Kyōto in Japan, um die für 1932 geplante Konferenz des Institute of Pacific Relations vorzubereiten. Für das IPR sollte er bis zu dessen Schließung im Jahre 1960 tätig sein. 1934 erlangte er den Abschluss als Master in Wirtschaftswissenschaften am King’s College der University of Cambridge, dort gehörte John Maynard Keynes zu seinen Lehrern. Um die Aufgabe des stellvertretenden Direktors im Büro Chungking des Office of War Information in China wahrnehmen zu können, wurde er 1944 US-amerikanischer Staatsbürger.
Zu Beginn der 1950er Jahre schränkten die unbewiesen gebliebenen Anschuldigungen seitens des amerikanischen Kongresses, dass das IPR kommunistisch beeinflusst würde, dessen Tätigkeit stark ein. Die steuerliche Förderungswürdigkeit ging verloren und die finanziellen Ressourcen gingen zur Neige. Holland wurde US-amerikanischer Exekutivsekretär des IPR und Herausgeber von dessen Journal Pacific Affairs. Die University of British Columbia (UBC) im kanadischen Vancouver bot ihm die Leitung des neu geschaffenen Forschungsbereichs Asian Studies an, wo auch die Zeitschrift Pacific Affairs weiter erscheinen sollte. 1961 nahm er das Angebot an und machte die University of British Columbia zu einem bedeutenden Zentrum der Asienforschung. 1972 wurde er emeritiert, die Zeitschrift Pacific Affairs gab er noch bis 1978 heraus. 1989 verlieh ihm die Universität den Titel eines Ehrendoktors der Rechte.
Holland hatte 1932 in Hongkong Doreen Patricia McGarry aus dem neuseeländischen Auckland geheiratet. Nach ihrem Tod im Jahr 1990 zog er nach Amherst, Massachusetts, wo er bis zu seinem Tod bei seiner einzigen Tochter Patricia G. Holland lebte.
Hollands schriftlicher Nachlass findet sich an der Columbia University, der University of British Columbia und der University of Hawaiʻi. 2003 stiftete er den William L. Holland Prize für den besten, im jeweiligen Jahr in der Zeitschrift Pacific Affairs veröffentlichten Artikel.

## Schriften
- „Source Materials on the Institute of Pacific Relations“, Pacific Affairs  58:1, 1985,  S. 91–97
- Remembering the Institute of Pacific Relations: The Memoirs of William L. Holland, Tokio 1995, herausgegeben und mit Einführung von Professor Paul F. Hooper, University of Hawaiʻi.